# My Generation (série télévisée)
Pour les articles homonymes, voir My Generation.
My Generation est une série télévisée américaine en huit épisodes de 42 minutes créée par Noah Hawley dont seulement deux épisodes ont été diffusés les 23 et 30 septembre 2010 sur le réseau ABC.
La série est inédite dans les pays francophones.

## Synopsis
Adapté d'une série scandinave intitulée Blomstertid (sv), le show est présenté façon documentaire avec des flashbacks remontant à 10 ans en arrière.

## Distribution
- Daniella Alonso : Brenda Serrano, « The Brain »
- Mehcad Brooks : Rolly Marks, « The Jock »
- Kelli Garner : Dawn Barbuso, « The Punk »
- Jaime King : Jacqueline Vachs, « The Beauty Queen »
- Julian Morris : Anders Holt, « The Rich Kid »
- Keir O'Donnell : Kenneth Finley, « The Nerd »
- Michael Stahl-David : Steven Foster, « The Overachiever »
- Sebastian Sozzi : The Falcon, « The Rebel »
- Anne Son : Caroline Chang, « The Wallflower »

## Production
En janvier 2010, ABC a commandé un pilote sous le titre Generation Y.
Le casting a débuté en février 2010, dans cet ordre: Keir O'Donnell et Michael Stahl-David, Julian Morris, Daniella Alonso et Kelli Garner, Anne Son, Jaime King et Mehcad Brooks, et Sebastian Sozzi.
Le 13 mai 2010, ABC commande la série puis cinq jours plus tard, la place dans la case du jeudi à 20 h sous son titre actuel.
Le 1er octobre 2010, après la diffusion du deuxième épisode, ABC a annoncé l'annulation de la série. Les épisodes produits n'ont pas été diffusés.

## Épisodes
1. Pilot
2. Home Movies
3. Truth and Reconciliation
4. Birth/Rebirth
5. The Bed In
6. On the Road
7. Homecoming
8. What Comes Next